# Серединні масиви
Серединні масиви (рос. срединные массивы, англ. median massifs, ancient rigid masses; нім. Zwischengebirge n, alte starre Masse f, Mittelgebirge n) – відносно стійкі в тектонічному відношенні блоки материкової земної кори, витягнуті вздовж приосьових зон рухливих поясів. Обмежені геосинклінальними складчастими системами. Являють собою уламок, релікт континентальної основи ("мікроконтинент"). За характером відкладів, магматизмом і складчастістю має тектонічний режим близький до платформного. 
Приклади С. м.:
- Родопський масив на Балканському півострові,
- Кокчетавсько-Муюнкумський масив у палеозойській області Центрального Казахстану - Північного Тянь-Шаню,
- Індосінійський масив у палеозойсько-мезозойській складчастій геосинклінальній області Південно-Східної Азії.
- На території України (Закарпаття) – це південносхідна частина Паннонського серединного масиву.